# Рейфорд, Роберт
Роберт Рейфорд (англ. Robert Rayford, 3 февраля 1953 — 15 или 16 мая 1969, в ранних публикациях упоминается как «Robert R.») — афроамериканский подросток из штата Миссури, умерший в 1969 году от осложнений болезни, неизвестной медицине того времени. В 1987 г. д-р Роберт Ф. Гарри заключил, что этой болезнью был СПИД, что подтвердили результаты теста, проведённого два года спустя; таким образом, Рейфорд стал первой зарегистрированной жертвой ВИЧ/СПИДа в Северной Америке. Известен также как «нулевой пациент» (англ. patient zero).

## Биография
Роберт Рейфорд жил и рос в бедном районе Сент-Луиса (штат Миссури), заселенном преимущественно афроамериканцами. У него было слабое здоровье, он мало общался с людьми из-за застенчивости. Начиная с тринадцати лет Рейфорд стал сексуально активным, а с 1966 года в состоянии его здоровья начали прослеживаться негативные сдвиги: появились отеки на ногах, а на теле в целом, и на гениталиях в частности, обнаруживались язвы. В 1968 году он обратился в госпиталь Барнс, расположенный в Сент-Луисе. Подросток жаловался на отеки на ногах, бородавки и раны на гениталиях и ногах, а также на одышку. Кроме того, у него наблюдалась значительная потеря веса. Он также утверждал, что у его дяди Перси Рейфорда, умершего от сердечной недостаточности и отека легких в марте 1966 г., наблюдались аналогичные симптомы. Врачи обнаружили у Рейфорда заболевание лимфатической системы (лимфедему), а также заражение организма хламидией, что было следствием активной половой жизни. Рейфорд уверял врачей, что является гетеросексуалом и у него даже есть девушка, но при этом всегда отказывался от осмотров своего анального отверстия. Исходя из поведения и определённых физиологических проблем Рейфорда, был сделан вывод, что парень занимался гомосексуальной проституцией, выступая пассивным партнёром во время анального секса. При этом не рассматривалась возможность того, что он был жертвой сексуального насилия.
Во второй половине 1968 года состояние здоровья Рейфорда стабилизировалось. Однако в марте 1969 года все симптомы появились вновь, и его состояние начало быстро ухудшаться — ему стало трудно дышать, было выявлено снижение числа лейкоцитов в его крови до критической отметки. После этого началась лихорадка и пневмония. Поздно вечером 15 мая 1969 года (по другим данным, рано утром 16 мая) Роберт Рейфорд умер.

## Лабораторные исследования
При отсутствии точного диагноза причина смерти Рейфорда была расценена как непонятная «потеря жизнеспособности» организма. Жидкостный дисбаланс в его организме и заболевания лёгких рассматривались как сопутствующие расстройства. При вскрытии тела Рейфорда было обнаружено, что он был болен редким видом рака кожи — саркомой Капоши, — который после открытия СПИДа стал считаться одним из его признаков. Исследование анального отверстия Рейфорда подтвердило, что он имел неоднократные половые контакты с мужчинами. Более поздние исследования выявили в организме Рейфорда наличие вируса герпеса человека восьмого типа (ВГЧ-8), который провоцирует развитие саркомы Капоши при иммунодефиците, и позволили прийти к выводу, что главными причинами заболевания и смерти подростка был ВИЧ, ВГЧ-8 и инфицирование хламидиями.
В 1987 году, через восемнадцать лет после смерти Рейфорда, молекулярные биологи университета Нового Орлеана исследовали образцы крови и тканей его тела и обнаружили присутствие в них «вируса, подобного ВИЧ-I». В 1988 году повторными исследованиями этих образцов было подтверждено, что Роберт Рейфорд является первой зарегистрированной жертвой ВИЧ/СПИДа в Северной Америке. Поскольку ВИЧ-инфекция Рейфорда была почти наверняка связана с сексуальными контактами и поскольку он никогда не покидал страну, исследователи полагают, что СПИД, возможно, присутствовал в Северной Америке до того, как у Рейфорда начали проявляться симптомы в 1966 году. Рейфорд никогда не бывал в Сан-Франциско и Лос-Анджелесе, где впоследствии началась эпидемия ВИЧ в США. Кроме того, штамм ВИЧ, обнаруженный у Рейфорда, был распространён в Париже, но не в Северной Америке.